# بارداری (پستانداران)

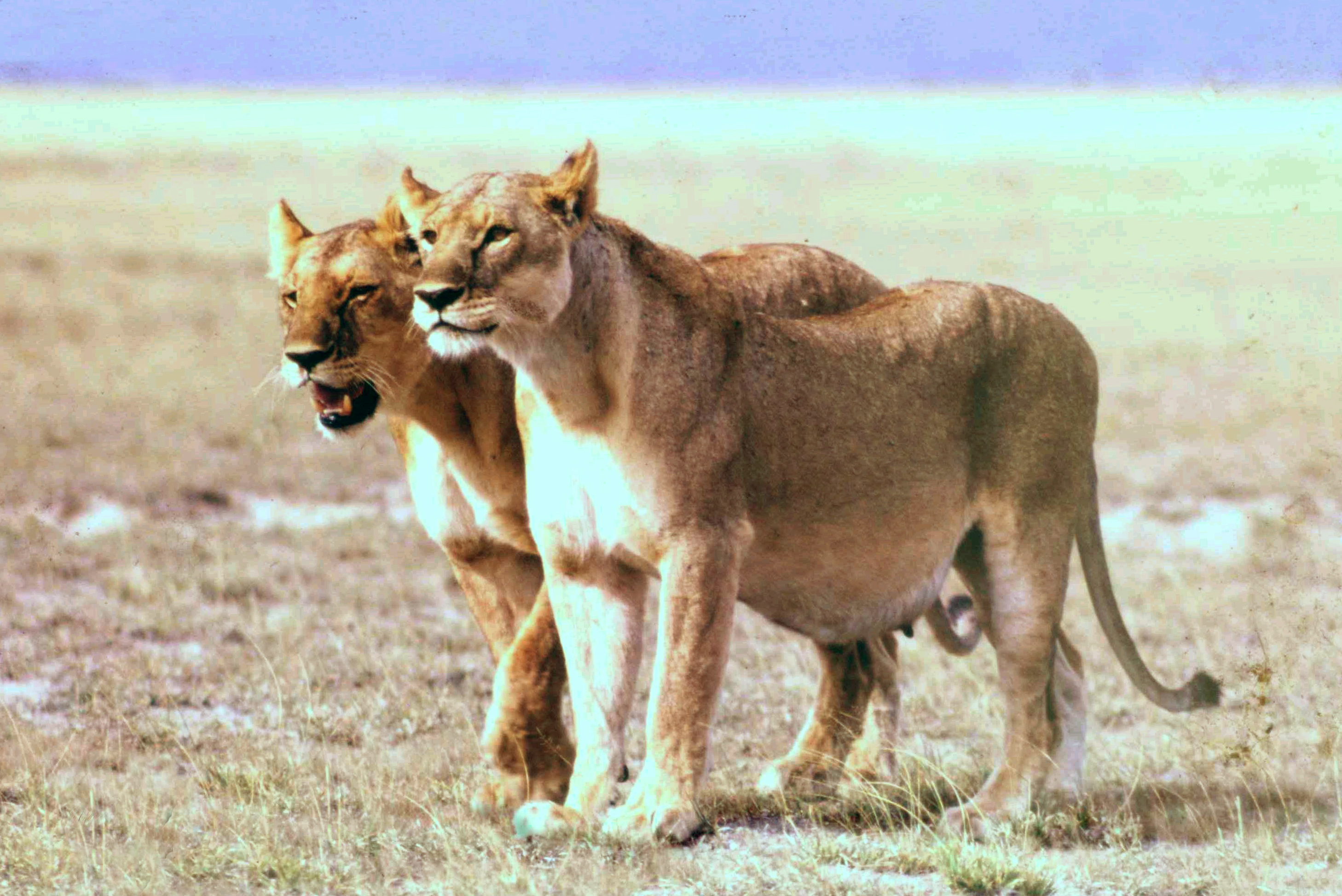
یک شیر حامله

در پستانداران، بارداری یا حاملگی (به انگلیسی: Pregnancy) یک دوره تولیدمثل است که طی آن یک ماده یک یا چند فرزند زنده را از لانه‌گزینی در رحم تا دوران بارداری حمل می‌کند. زمانی که یک زیگوت لقاح‌یافته در رحم زن کاشته می‌شود آغاز می‌شود و پس از بیرون آمدن از رحم به پایان می‌رسد.
در هنگام جفت‌گیری، نر ماده را تلقیح می‌کند. اسپرم یک تخمک یا تخمک‌های مختلف را در رحم یا لوله‌های فالوپ بارور می‌کند و این کار سبب ایجاد یک یا چند زیگوت می‌شود. گاهی، یک زیگوت می‌تواند توسط انسان در بیرون از بدن جانور در یک فرایند مصنوعی لقاح آزمایشگاهی ایجاد شود. پس از لقاح، زیگوت تازه تشکیل شده از طریق میتوز تقسیم را آغاز می‌کند و جنینی را تشکیل می‌دهد که در آندومتر ماده کاشته می‌شود. در این زمان، جنین معمولاً از ۵۰ سلول تشکیل شده‌است.